# Bistum Middlesbrough
Das Bistum Middlesbrough (lat. Dioecesis Medioburgensis, engl. Diocese of Middlesbrough) ist eine im Vereinigten Königreich gelegene römisch-katholische Diözese mit Sitz in Middlesbrough.

## Geschichte
Papst Leo XIII. teilte am 20. Dezember 1878 das Bistum Beverley, das ganz Yorkshire umfasste, in zwei Teile: in das südlich des Flusses Ouse gelegene Bistum Leeds, und die nördlich des Flusses gelegene Diözese Middlesbrough. Die Stadt York ist zwischen den beiden neuen Diözesen geteilt, und bis 1982 waren alle Pfarreien der Stadt unter der Gerichtsbarkeit des Bistums Middlesbrough.

## Territorium
Das Bistum Middlesbrough umfasst die Unitary Authorities East Riding of Yorkshire und North Yorkshire.

## Bischöfe von Middlesbrough
- Richard Lacy (12. September 1879 – 11. April 1929)
- Thomas Shine (11. April 1929 – 22. November 1955)
- George Brunner (4. April 1956 – 13. Juni 1967)
- John Gerard McClean (13. Juni 1967 – 28. August 1978)
- Augustine Harris (10. November 1978 – 3. November 1992)
- John Patrick Crowley (3. November 1992 – 3. Mai 2007)
- Terence Patrick Drainey (seit 17. November 2007)

## Statistik
| Jahr | Bevölkerung | Bevölkerung | Bevölkerung | Priester   | Priester           | Priester         | Priester               | Ständige Diakone | Ordensleute | Ordensleute | Pfarreien |
| Jahr | Katholiken  | Einwohner   | %           | Gesamtzahl | Diözesan- priester | Ordens- priester | Katholiken je Priester | Ständige Diakone | männlich    | weiblich    | Pfarreien |
| ---- | ----------- | ----------- | ----------- | ---------- | ------------------ | ---------------- | ---------------------- | ---------------- | ----------- | ----------- | --------- |
| 1950 | 95.256      | 1.012.857   | 9,4         | 235        | 139                | 96               | 405                    |                  | 160         | 489         | 74        |
| 1970 | 88.384      | 1.081.433   | 8,2         | 234        | 140                | 94               | 377                    |                  | 114         | 286         | 86        |
| 1980 | 84.786      | 1.161.170   | 7,3         | 220        | 138                | 82               | 385                    |                  | 117         | 241         | 91        |
| 1990 | 85.536      | 1.174.231   | 7,3         | 185        | 119                | 66               | 462                    |                  | 88          | 215         | 90        |
| 2000 | 87.942      | 1.143.000   | 7,7         | 163        | 99                 | 64               | 539                    | 6                | 106         | 151         | 91        |
| 2004 | 81.995      | 1.134.000   | 7,2         | 148        | 93                 | 55               | 554                    | 11               | 60          | 139         | 80        |
| 2013 | 89.100      | 1.188.000   | 7,5         | 146        | 86                 | 60               | 610                    | 16               | 64          | 118         | 70        |
| 2016 | 95.000      | 1.280.000   | 7,4         | 133        | 74                 | 59               | 714                    | 19               | 67          | 111         | 69        |
| 2023 | 97.700      | 1.317.135   | 7,4         | 115        | 56                 | 59               | 849                    | 12               | 65          | 72          | 68        |